# Luis Fondebrider
Luis Bernardo Fondebrider (Buenos Aires, Argentina, 19 de diciembre de 1963) especialista en Antropología Forense, fundador de la organización Equipo Argentino de Antropología Forense (EAAF).

## Biografía

### Comienzos
Cursó las escuela primaria (1969-1975) y secundaria (1976-1982) en Buenos Aires. En 1987 se graduó como Licenciado en Ciencias Antropológicas en la Universidad de Buenos Aires. Es especialista en Antropología Forense.

### Como integrante del EAAF
Es miembro fundador del Equipo Argentino de Antropología Forense (EAAF), organización sin fines de lucro creada en 1984 a instancias de organismos defensores de los derechos humanos, con el objetivo de investigar el destino de las personas desaparecidas durante la dictadura militar y restituir sus restos a sus familias.
Como integrante del EAAF, ha participado en la identificación de 710 personas desaparecidas. Participó en misiones de investigación en numerosos lugares y países, tales como: Tocopiya (Antofagasta, Chile), Santa Cruz de la Sierra y Vallegrande (Bolivia), Araguaia, Río de Janeiro y San Pablo (Brasil), Caracas (Venezuela), Quiché (Guatemala), Koreme y Erbil (Kurdistán Iraquí), El Mozote (El Salvador), Bucarest (Rumania), Bosnia, Croacia, Tigray y Addis Ababa (Etiopía), Haití, Sudáfrica, Bogotá (Colombia), República Democrática del Congo, Zimbabue, Paraguay, Filipinas, Kosovo, Uruguay, etc. 
Actualmente es el presidente del EAAF, conformado por 65 profesionales, que desarrollan su actividad en distintas provincias argentinas y en México, Sudáfrica y Estados Unidos.
En el año 2000 se integró al cuerpo docente de la Facultad de Medicina de la Universidad de Buenos Aires, en la cátedra Medicina legal y Deontología. Dos años después, formó parte del equipo que fundó la Asociación Latinoamericana de Antropología Forense (ALAF).
Cuando en el 2014, aparecieron 28 cuerpos en fosas clandestinas en el municipio de Iguala, Guerrero, México, los familiares de esos jóvenes decidieron recurrir al Equipo Argentino de Antropología Forense (EAAF) para que identifique los cuerpos.
Al cumplirse el 40° aniversario del comienzo de la última dictadura cívico militar, Luis Fondebrider, habló  sobre el trabajo que realizan y el significado de cada restitución: “La identificación de un cuerpo mitiga el dolor”.
En mayo de 2017, junto a Mercedes Salado, También miembro del EAAF, se unieron al equipo del Comité Internacional de la Cruz Roja a fin de colaborar en la identificación de los restos de soldados argentinos muertos en la Guerra de las Malvinas, inhumados en 123 tumbas del cementerio de Darwin.